# Weingut Egon Schäffer
Das Weingut Egon Schäffer ist ein mehrfach prämiertes Weingut im Weinbaugebiet Franken. Das Gut befindet sich im Volkacher Ortsteil Escherndorf im Landkreis Kitzingen und liegt inmitten des Dorfes an der Astheimer Straße. 

## Geschichte
Die Familie Schäffer ist bereits seit dem Jahr 1524 im Weinort Escherndorf nachgewiesen. Ursprünglich baute die Familie ihre Weine in der Lage Eulengrube an, die zu den ältesten Weinlagen Frankens gezählt wird. Wahrscheinlich ist sie bereits im Jahr 778 bebaut gewesen. Um 1900 wurde der Betrieb von den Brüdern Jakob und Ottmar Schäffer geführt. Während des Zweiten Weltkrieges brach die Produktion des Genussmittels Wein ein und führte fast zu einer Schließung des Weingutes.
Der Wiederaufbau nach dem Krieg wurde von Hermann Schäffer und seiner Frau Elvira geleistet. Im Jahr 1972 wurde die Lage Eulengrube allerdings aufgelöst und die Weinberge der Schäffers Teil der neuen, ebenso traditionsreichen, Lage Escherndorfer Lump. Dem Verband Deutscher Prädikatsweingüter (VDP) trat man im Jahr 1974 bei. Im Jahr 1988 übernahm Egon Schäffer das Gut von seinem Vater. Als Veitshöchheimer Weinbautechniker, wie der Vater, schloss der designierte Nachfolger Peter Schäffer seine Ausbildung 2013 ab.

## Lagen und Weine
Das Weingut Schäffer baut seine Weine in den Lagen Escherndorfer Fürstenberg, Escherndorfer Lump und Untereisenheimer Sonnenberg an. Der Betrieb besitzt nur etwa 3,5 ha Weinberge, was für das Anbaugebiet Franken relativ klein ist. Die Weine, überwiegend Silvaner (44 %), Müller-Thurgau (22 %) und Riesling (15 %), reifen lange und zeichnen sich durch einen relativ späten Abfüllzeitpunkt aus. Weiterhin lässt das Gut seine Trauben in Handlese ernten, teilweise machen die steilen Lagen diese Ernte unumgänglich. 
Das Weingut Egon Schäffer verzichtet bis heute auf die Kaltvergärung, die seit den 1990er-Jahren weit verbreitet ist. Den Weinen wird eine lange Gärzeit garantiert, sodass fast ausschließlich trockene Weine entstehen. Die Weine zeichnet eine vielschichtige Aromatik und eine hohe Reifefähigkeit aus. Die jährliche Flaschenproduktion liegt bei 25.000.

## Auszeichnungen und Verbände
- seit 1974 Verband Deutscher Prädikatsweingüter (VDP)
- Silber- und Goldmedaillen für die Branntweine von der Deutschen Landwirtschafts-Gesellschaft
- 1984–1998 dm-Magazin Liste „Die 100 besten Weingüter Deutschlands“
- Eintrag im Großen Johnson
- Eintrag im Gault-Millau[4]